# UB40 (álbum)
UB40 é o oitavo álbum de estúdio da banda UB40, lançado a 11 de julho de 1988.
O disco atingiu o nº 12 das paradas do Reino Unido, ficando 11 semanas nas paradas, sendo certificado disco de ouro.

## Faixas
1. "Dance with the Devil" - 4:39
2. "Come Out to Play" - 3:10
3. "Breakfast in Bed" - 3:10
4. "You're Always Pulling Me Down" - 3:59
5. "I Would Do for You" - 5:33
6. "'Cause It Isn't True" - 3:00
7. "Where Did I Go Wrong?" - 3:49
8. "Contaminated Minds" - 4:46
9. "Matter of Time" - 3:19
10. "Music So Nice" - 3:41

## Paradas
| Ano  | Parada        | Posição |
| ---- | ------------- | ------- |
| 1988 | Billboard 200 | 44      |